# Махіко Гонсалес
Хорхе Альберто Гонсалес Барільяс (ісп. Jorge Alberto González Barillas), більш відомий як Махіко Гонсалес (ісп. Mágico González; рід. 13 березня 1958 року в Сан-Сальвадорі) — професійний сальвадорський футболіст, який виступав за клуби Сальвадора та Іспанії (в основному за ФАС і «Кадіс»). Зі збірною Сальвадору брав участь у чемпіонаті світу 1982 року. За версією IFFHS є найкращим футболістом в історії Сальвадору. Через свій характер і проблеми з дисципліною він так і не перейшов у більш іменитий клуб. Гонсалес виступав до 42 років, завершивши кар'єру в клубі ФАС. 12 листопада 2013 року Гонсалес був включений у футбольну Залу слави мексиканського міста Пачука.

## Ранні роки
Хорхе народився в агломерації Сан-Сальвадору в небагатій родині, його батьками були Оскар Ернесто Гонсалес і Вікторія Барільяс. Він був наймолодшим із восьми дітей (у нього було шість братів і одна сестра), крім нього, у футбол на професійному рівні грав його старший брат Маурісіо Гонсалес, який представляв Сальвадор на Олімпійських іграх 1968 року.

## Кар'єра гравця

### Клубна кар'єра

#### Сальвадор
Хорхе Гонсалес почав свою футбольну кар'єру в 1975 році в складі клубу АНТЕЛ (нині не існуючий клуб Національної адміністрації з телекомунікації і зв'язку Сальвадору), де виступав протягом двох сезонів у вищій лізі чемпіонату Сальвадору. У цьому клубі Гонсалес отримав своє прізвисько. Після матчу між АНТЕЛ і «Агілою», який закінчився з рахунком 3:1 на користь команди Гонсалеса, спортивний коментатор Росаліо Ернандес Колорадо назвав його «чарівником» (Ель-Маго). Пізніше телекомунікаційне відомство перестало спонсорувати клуб, і Гонсалес перейшов в інший клуб вищого дивізіону, «Індепендьєнте» з Сан-Вісенте. Його дебют у новому клубі припав на матч проти «Онсе Мунісіпаль». Пізніше Гонсалесом зацікавився мексиканський «Леонес Негрос», скаути клубу стежили за ним півтора тижні, але в підсумку команда відмовилася купувати гравця.
У 1977 році Гонсалес перейшов у клуб вищого дивізіону ФАС з Санта-Ани, угода обійшлася в досить велику на той час суму — 60 тис. колонів. У першому ж сезоні зі своїм новим клубом Гонсалес став чемпіоном Сальвадору, а в наступному сезоні разом з командою захистив титул. У 1979 році ФАС вийшов у фінал Кубка чемпіонів КОНКАКАФ, де зустрівся з клубом «Йонг Коломбія» з Антильських островів. Після виїзної нічиєї 1:1 ФАС впевнено обіграв суперника на своєму полі з рахунком 7:1, Гонсалес оформив дубль. Проте в Міжамериканському кубку ФАС поступився володарю Кубка Лібертадорес, парагвайській «Олімпії» з загальним рахунком 8:3. З 1981 року чемпіонат Сальвадору знову стали проводити в межах одного календарного року, в тому сезоні Гонсалес втретє став чемпіоном з ФАСом.

#### Іспанія
Після чемпіонату світу 1982 року в Іспанії Гонсалесом почали цікавитися іноземні клуби. У його послугах були зацікавлені перуанський «Універсітаріо», гватемальські «Аврора» і «Комунікасьйонес», іспанські «Атлетико Мадрид» і «Кадіс» і французький «Парі Сен-Жермен». Французька команда була дуже близька до купівлі Гонсалеса, все було готово до підписання контракту, але Хорхе зрештою просто не прийшов на зустріч. У підсумку Гонсалес перейшов в «Кадіс», трансфер забезпечив технічний секретар клубу Каміло Ліс. За умовами операції «Кадіс» повинен був заплатити 7 млн песет за перший рік і 12 млн протягом наступного року. У підсумку ФАС виручив з продажу Гонсалеса 130 тис. доларів, сам гравець отримав 6 тисяч.
Офіційний дебют Гонсалеса за «Кадіс» припав на матч 5 вересня 1982 року проти «Реала Мурсії», який завершився внічию з рахунком 1:1. Вже в цьому дебютному матчі Гонсалес вперше забив гол за «Кадіс». Свій перший сезон в Іспанії футболіст завершив з 15 голами в 33 матчах, а «Кадіс» піднявся з Сегунди в Ла-Лігу. Свій перший матч у вищій лізі Гонсалес провів 11 вересня 1983 року проти тієї ж «Мурсії», на цей раз його команда програла з рахунком 1:3.
У Сальвадорі Гонсалеса завдяки майстерному володінню м'ячем називали «чарівником», в Іспанії його прізвисько дещо змінилося — Гонсалеса стали називати «магією» (Махіко). У «Кадісі» Махіко швидко завоював популярність серед іспанських вболівальників завдяки своїй техніці і видовищним голам, однак Гонсалес також прославився своєю недисциплінованістю. Хорхе звик багато спати і вести активне нічне життя, часто відвідуючи різні вечірки. Але спортивні чиновники і вболівальники, як правило, ставилися до нього поблажливо, оскільки Гонсалес компенсував це хорошою грою. Тим не менш, справа дійшла до того, що клуб звернувся по допомогу до лідера ФАСа, Мануеля Армандо Монедеро, і представника Федерації футболу Сальвадору Хосе Рамона Флоресуа. Вони повинні були поговорити з Гонсалесом про його поведінку і вплинути на нього. Гонсалесу був призначений спеціальний клубний працівник, який будив його вранці, щоб той відвідував тренування. Крім того, клуб регулярно штрафував Гонсалеса на великі суми за поведінку. Спочатку клуб карав сальвадорця відстороненням від ігор, але вболівальники «Кадіса» були проти таких санкцій, оскільки хотіли бачити свого кумира на полі. Сам Гонсалес описав ситуацію так:
Я визнаю, я не святий, я люблю ніч, і мою тягу до випивки, яку не усунути ні мені, ні моїй матері. Я знаю, що я безвідповідальний і поганий професіонал, можливо, дарма витрачаю своє життя. Суть така: я не люблю сприймати футбол як роботу. Цього не буде. Просто граю для задоволення.Оригінальний текст (ісп.)
Reconozco que no soy un santo, que me gusta la noche y que las ganas de juerga no me las quita ni mi madre. Sé que soy un irresponsable y un mal profesional, y que puede esté desaprovechando la oportunidad de mi vida. Lo sé, pero tengo una tontería en el coco: no me gusta tomarme el fútbol como un trabajo. Si lo hiciera no sería yo. Sólo juego por divertirme.
Примітно, що один з найкращих матчів у кар'єрі Гонсалеса безпосередньо пов'язаний з його недисциплінованістю. Це був півфінал Трофею Рамона де Каррансі (передсезонного кубкового турніру в Іспанії), в якому «Кадіс» приймав «Барселону». Хорхе не з'явився вчасно на гру, не зміг вийти в стартовому складі і з'явився на полі після першого тайму, коли рахунок був 3:0 на користь каталонців. У цій грі він забив два голи і віддав дві результативні передачі, в результаті чого андалузька команда виграла з рахунком 4:3.
Після вильоту «Кадіса» в Сегунду в сезоні 1983/84 Хорхе почали надходити пропозиції від «Парі Сен-Жермена» і «Фіорентини», але він вирішив залишитися в іспанському клубі. У 1984 році тренер «Барселони» Сесар Луїс Менотті запросив його в турне по США. Але клуб так і не підписав з ним контракт, ймовірно, через інцидент у каліфорнійському готелі, коли він активував пожежну сигналізацію, щоб залишитися в кімнаті наодинці з дівчиною.
У 1984 році у «Кадіса» змінився тренер, на зміну Драголюбу Милошевичу прийшов Беніто Хоанет, який не бажав миритися з характером Гонсалеса. Під час зимового трансферного вікна сезону 1984/85 після чергової нічної гулянки і сварки з тренером Гонсалес перейшов в «Реал Вальядолід». У новому клубі особисте життя Гонсалеса ретельно контролювалося, Хорхе сприймав це як гоніння й покинув команду. Він намагався знайти собі роботу в Мексиці і США, але безуспішно. У підсумку в сезоні 1987/88 він волів повернутися в «Кадіс». За новим договором, з метою запобігти неявці гравця на матчі, була передбачена поматчева оплата в розмірі 700 доларів. 14 вересня 1986 року, через деякий час після повернення в «Кадіс», Гонсалес оформив хет-трик у матчі із сантандерським «Расінгом», крім нього в тому матчі ніхто не забивав.
Після декількох змін тренера в команду прийшов Віктор Еспарраго, який зумів знайти підхід до Гонсалеса. У сезоні 1987/88 Махіко забив гол у ворота «Барселони» на «Камп Ноу». У січні 2011 року сайт enbocadegol.com опублікував рейтинг 50 найкращих голів в історії іспанської ліги, в якому цей гол зайняв перше місце. Всього в тому сезоні нападник забив десять голів, а його клуб зайняв 12-е місце — найкращий результат в історії «Кадіса». Крім того, в наступному сезоні клуб дійшов до півфіналу Кубка Іспанії, де поступився мадридському «Реалу» з загальним рахунком 4:0. Однак програний суд про зґвалтування і смерть друга Гонсалеса, Камарони, негативно позначилися на кар'єрі гравця. В останні два сезони у складі «Кадіса» він забив п'ять голів у 22 матчах. У підсумку Махіко покинув клуб 6 червня 1991 року у віці 33 років, на полі його замінив перспективний іспанець Кіко. Загалом Гонсалес забив 58 голів (73 з урахуванням Кубка Іспанії) у 194 матчах за «Кадіс», у рейтингу бомбардирів команди він поступається лише Пако Баене.

#### Повернення в Сальвадор
Після відходу з «Кадіса» Гонсалес отримав пропозицію від італійської «Аталанти», але Хорхе вирішив повернутися в ФАС. Вболівальники сподівалися, що Гонсалес допоможе клубу знову завоювати чемпіонство, але в сезоні 1992/93 команда програла в півфіналі плей-оф. У наступному сезоні клуб дійшов до фіналу, а через рік все-таки став чемпіоном, обігравши у фіналі «Луїс Анхель Фірпо» із загальним рахунком 4:3. Це був перший чемпіонський титул клубу з 1984 року. У сезоні 1995/96 ФАС захистив титул у матчі з тим же суперником (2:1). Пізніше команда Гонсалеса ще двічі виходила у фінал, але перемогти не змогла. Махіко завершив кар'єру у 2000 році у віці 42 років, маючи на рахунку 73 голи за ФАС, це четвертий результат в історії команди. Клуб назавжди закріпив за ним 10-й номер.

### Національна збірна
Гонсалес провів свій перший матч за збірну Сальвадору 1 грудня 1976 року проти команди Коста-Рики в рамках відбору до чемпіонату світу 1978 року, матч завершився внічию 1:1. У відборі на Чемпіонат націй КОНКАКАФ 1981 року Гонсалес забивав в обох матчах проти Панами (оформивши хет-трик у другій грі), а Сальвадор зайняв друге місце в центральноамериканській зоні, поступившись лише за додатковими показниками Гондурасу. У підсумку обидві команди вийшли у фінальну частину турніру. Фаворитом була Мексика, однак 6 листопада Сальвадор несподівано здобув перемогу над більш іменитим суперником з рахунком 1:0. Гол забив Евер Ернандес, але йому істотно посприяв Гонсалес. Він обвів кількох суперників і пробив по воротах, голкіпер дотягнувся до м'яча, але Ернандес добив його у порожні ворота. У підсумку перші два місця, які давали право зіграти на чемпіонаті світу 1982 року, зайняли переможці центральноамериканської зони — Гондурас і Сальвадор відповідно. Цей чемпіонат світу був лише другим в історії збірної Сальвадору, Гонсалес відіграв у всіх трьох матчах групового етапу, в тому числі проти Угорщини, яка обіграла Сальвадор з рахунком 10:1. Не набравши жодного очка, команда покинула турнір.
Будучи гравцем «Кадіса», Гонсалес рідко викликався в збірну, за цей період він зіграв лише шість матчів. Після повернення в ФАС він грав за збірну в кваліфікації до чемпіонату світу 1994 року, забивав у ворота Нікарагуа, Канади та Бермудів, але успіх 1982 року повторити не вдалося. Після 1993 року Гонсалес знову перестав викликатися в збірну, а втім, через п'ять років він поїхав з командою Сальвадору на Золотий кубок КОНКАКАФ. На цьому турнірі 9 лютого він зіграв свій останній матч за збірну проти команди Ямайки, Сальвадор програв з рахунком 2:0, у підсумку набравши лише одне очко на груповому етапі й залишивши турнір.
Загалом Гонсалес зіграв за свою країну в 31 відбірковому матчі чемпіонату світу, всього ж він провів за Сальвадор 62 гри і забив 21 гол.
| №        | Дата              | Місце                                 | Суперник                 | Результат | Турнір                                       | Голів Махіко |
| -------- | ----------------- | ------------------------------------- | ------------------------ | --------- | -------------------------------------------- | ------------ |
| н/о      | 24 листопада 1976 | Кускатлан, Сан-Сальвадор, Сальвадор   | «Індепендьєнте Медельїн» | 4:2       | Неофіційний матч                             | 1            |
| 1        | 29 квітня 1977    | ?                                     | Мексика                  | 1:2       | Товариський матч                             | 1            |
| н/о      | 17 червня 1977    | ?                                     | «Ньюеллс Олд Бойз»       | 1:1       | Неофіційний матч                             | 1            |
| н/о      | 19 серпня 1977    | ?                                     | «Тальєрес Кордова»       | 3:1       | Неофіційний матч                             | 1            |
| 2        | 10 жовтня 1977    | Текнолохіко, Монтеррей, Мексика       | Суринам                  | 3:2       | Чемпіонат націй КОНКАКАФ 1977                | 1            |
| н/о      | 11 травня 1980    | Фельйо Меса, Картаго (Коста-Рика)     | Картахінес               | 2:1       | Неофіційний матч                             | 1            |
| 3        | 4 червня 1980     | Флор Бланка, Сан-Сальвадор, Сальвадор | Гаїті                    | 3:0       | Товариський матч                             | 1            |
| н/о      | 31 липня 1980     | Кемаль Стафа, Тирана, Албанія         | Марафон                  | 1:3       | Неофіційний матч                             | 1            |
| 4        | 17 серпня 1980    | Матео Флорес, Гватемала, Гватемала    | Гватемала                | 1:1       | Товариський матч                             | 1            |
| 5        | 24 серпня 1980    | Роммель Фернандес, Панама, Панама     | Панама                   | 3:1       | Чемпіонат націй КОНКАКАФ 1981 (кваліфікація) | 1            |
| 6, 7     | вересень 1980     | Кускатлан, Сан-Сальвадор, Сальвадор   | Гватемала                | 3:2       | Товариський матч                             | 2            |
| 8, 9, 10 | 5 жовтня 1980     | Кускатлан, Сан-Сальвадор, Сальвадор   | Панама                   | 4:1       | Чемпіонат націй КОНКАКАФ 1981 (кваліфікація) | 3            |
| 11       | 23 листопада 1980 | Кускатлан, Сан-Сальвадор, Сальвадор   | Гондурас                 | 2:1       | Чемпіонат націй КОНКАКАФ 1981 (кваліфікація) | 1            |
| 12       | 26 липня 1981     | Кускатлан, Сан-Сальвадор, Сальвадор   | Гаїті                    | 4:0       | Товариський матч                             | 1            |
| н/о      | 2 серпня 1981     | Кускатлан, Сан-Сальвадор, Сальвадор   | «Віторія Гімарайнш»      | 2:1       | Неофіційний матч                             | 1            |
| н/о      | 2 вересня 1981    | Кускатлан, Сан-Сальвадор, Сальвадор   | «Ньюеллс Олд Бойз»       | 3:2       | Неофіційний матч                             | 1            |
| н/о      | 25 березня 1982   | Маріо Кемпес, Кордова, Аргентина      | «Тальєрес Кордова»       | 1:2       | Неофіційний матч                             | 2            |
| 13, 14   | 18 квітня 1982    | Кускатлан, Сан-Сальвадор, Сальвадор   | Гондурас                 | 3:2       | Товариський матч                             | 2            |
| н/о      | 9 травня 1982     | Кускатлан, Сан-Сальвадор, Сальвадор   | «Універсітаріо»          | 2:2       | Неофіційний матч                             | 1            |
| н/о      | 12 травня 1982    | Флор Бланка, Сан-Сальвадор, Сальвадор | «Універсітаріо»          | 4:1       | Неофіційний матч                             | 1            |
| н/о      | 16 травня 1982    | Флор Бланка, Сан-Сальвадор, Сальвадор | «Понте-Прета»            | 2:2       | Неофіційний матч                             | 1            |
| 15       | 8 грудня 1991     | Кускатлан, Сан-Сальвадор, Сальвадор   | Угорщина                 | 1:1       | Товариський матч                             | 1            |
| 16, 17   | 19 июля 1992      | Манагуа, Нікарагуа                    | Нікарагуа                | 5:0       | Кваліфікація до ЧС-1994                      | 2            |
| 18       | 23 липня 1992     | Кускатлан, Сан-Сальвадор, Сальвадор   | Нікарагуа                | 5:1       | Кваліфікація до ЧС-1994                      | 1            |
| н/о      | 17 серпня 1992    | Кускатлан, Сан-Сальвадор, Сальвадор   | «Габор Шпітталь»         | 2:1       | Неофіційний матч                             | 1            |
| н/о      | 21 серпня 1992    | ?                                     | «Савільяно»              | 1:1       | Неофіційний матч                             | 1            |
| н/о      | 23 серпня 1992    | ?                                     | «Белнсаг»                | 3:0       | Неофіційний матч                             | 2            |
| 19       | 25 жовтня 1992    | Кускатлан, Сан-Сальвадор, Сальвадор   | Канада                   | 1:1       | Кваліфікація до ЧС-1994                      | 1            |
| 20       | 1 листопада 1992  | Кускатлан, Сан-Сальвадор, Сальвадор   | Бермудські Острови       | 4:1       | Кваліфікація до ЧС-1994                      | 1            |
| 21       | 2 травня 1993     | Кускатлан, Сан-Сальвадор, Сальвадор   | Канада                   | 1:2       | Кваліфікація до ЧС-1994                      | 1            |

спочатку вказується кількість м'ячів, забитих футболістами збірної Сальвадору.

## Стиль гри
Гонсалес грав на позиції нападника, його сильною стороною були технічні навички, які відзначав сам Дієго Марадона і завдяки яким він завоював повагу серед уболівальників «Кадіса». Махіко володів хорошим дриблінгом, володів ударом рабоною (зі схрещуванням ніг), а також міг пройти суперника, прокинувши м'яч йому між ніг. Крім того, за словами гравця «Кадіса» Кіко, Махіко добре бачив поле і був яскравою особистістю, завдяки чому став ключовим гравцем команди. На думку тренера «Кадіса», Давіда Відаля, Гонсалес перевершував у техніці Марадону.

## Статистика виступів в Іспанії
| Сезон   | Клуб              | Країна  | Матчі | Голи |
| ------- | ----------------- | ------- | ----- | ---- |
| 1982/83 | «Кадіс»           | Іспанія | 33    | 15   |
| 1983/84 | «Кадіс»           | Іспанія | 31+2  | 14+0 |
| 1984/85 | «Кадіс»           | Іспанія | 11    | 1    |
| 1984/85 | «Реал Вальядолід» | Іспанія | 9+1   | 2+1  |
| 1986/87 | «Кадіс»           | Іспанія | 34    | 7    |
| 1987/88 | «Кадіс»           | Іспанія | 30    | 10   |
| 1988/89 | «Кадіс»           | Іспанія | 33    | 8    |
| 1989/90 | «Кадіс»           | Іспанія | 17    | 3    |
| 1990/91 | «Кадіс»           | Іспанія | 5     | 0    |

1. 1 2 3 4  Кубок іспанської ліги з футболу

## Досягнення
ФАС
- Чемпіон Сальвадору (5): 1977/78, 1978/79, 1981, 1994/95, 1995/96
- Володар Кубка чемпіонів КОНКАКАФ (1): 1979
- Срібний призер Чемпіонату націй КОНКАКАФ: 1981
- Бронзовий призер Чемпіонату націй КОНКАКАФ: 1977

## Особисте життя й роки після завершення кар'єри
У липні 1989 року Гонсалес був звинувачений у замаху на зґвалтування 22-річної Коки Марії дель Кармен; футболіст заперечив звинувачення і зрештою лише заплатив компенсацію в 4 тис. песет, хоча цей скандал негативно позначився на його грі.
У 2001 році Гонсалес брав участь у благодійному матчі «Кадіса» на допомогу постраждалим від землетрусу в Сальвадорі. 28 серпня 2004 року на стадіоні Гонсалеса з участю самого Махіко відбувся матч між колишніми гравцями Сальвадору і «Кадіса», гра закінчилась з рахунком 3:3. У 2006 році Дієго Марадона запросив його взяти участь у шоубольному матчі між колишніми гравцями збірної Сальвадору та Аргентини. Пізніше він зіграв ще два товариських матчі: за ФАС проти «Боки Хуніорс» і за збірну Сальвадору проти Угорщини зразка 1982 року.
Після закінчення кар'єри футболіста Гонсалес працював асистентом тренера «Х'юстон Динамо» у Major League Soccer. Повернувшись в Сальвадор в кінці сезону, він у вільний час працював таксистом. У листопаді 2011 року, коли закінчувався другий раунд відбору КОНКАКАФ на чемпіонат світу 2014 року, тренер збірної Сальвадору Рубен Ісраель запросив його на посаду свого помічника.
Махіко одружений з Анною Марією Гонсалес, дочкою футболіста Альфредо Руано, у пари є син Родріго, який грав за «Атлетіко Марте». У Гонсалеса також є діти від попередніх шлюбів: двоє дітей живуть в Іспанії і ще одна донька — у США.

## Визнання

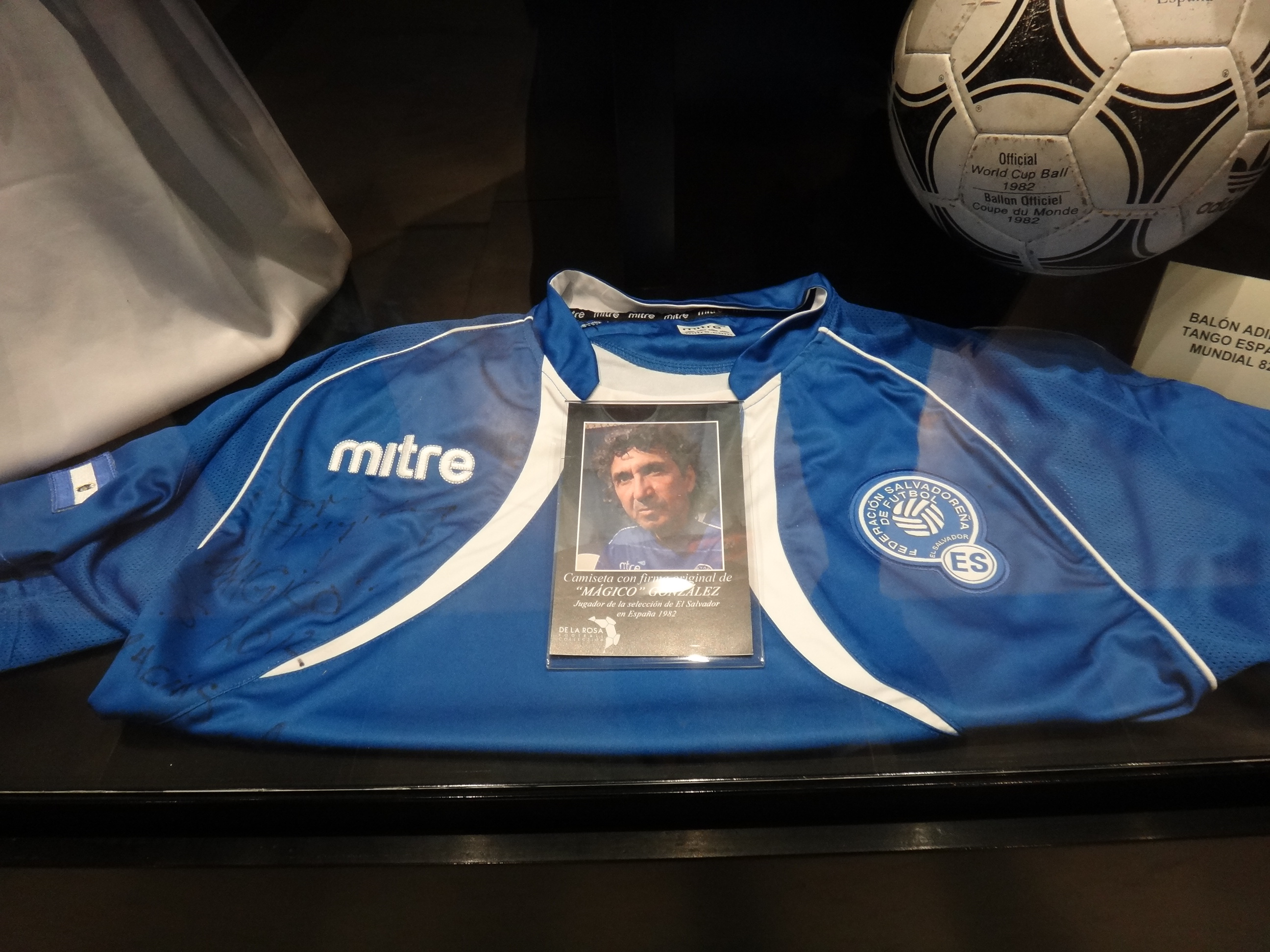
Футболка Гонсалеса в збірній Сальвадору.

У 2003 році Законодавчі збори Сальвадору присвоїли Хорхе Гонсалесу нагороду «Заслужений син» (ісп. Hijo Meritísimo) і перейменували столичний стадіон «Флор Бланка» у Національний стадіон Хорхе «Махіко» Гонсалеса. У 2003 році одностайним рішенням союзу спортивної преси країни він був визнаний «Найкращим футболістом Сальвадору всіх часів».
У 2006 році сальвадорський письменник Джеованя Галеас створив п'єсу, засновану на біографії Хорхе Гонсалеса, під назвою «Сан-Маго, пан стадіону» (ісп. San Mago, patrón del estadio).
22 квітня 2013 року Гонсалес разом з десятьма іншими футболістами, серед яких були Франко Барезі, Паоло Мальдіні і Джордж Веа, був внесений у списки мексиканського футбольного Залу слави, церемонія відбулася 12 листопада того ж року. Гонсалес виголосив промову:
Це можливість ... представляти центральноамериканських сусідів, таких як гондурасець Хільберто Єарвуд, гватемалець Оскар «Канехо» Санчес, панамець Роммель Фернандес або костариканець Ернан Медфорд. Ми, центральноамериканці, знаходимося на одному рівні ... але в цьому випадку вони обрали мене представником Центральної Америки, пишаюся бути сальвадорцем, який робить це.Оригінальний текст (ісп.)
Es una manera...de representar a compatriotas centroamericanos como el hondureño Gilberto Yearwood, Óscar «Coneja» Sánchez, de Guatemala, el panameño Rommel Fernandez o el costarricense Hernán Medford. Somos los centroamericanos que estamos en el mismo nivel...pero en ese caso me han elegido a mí en calidad de representar a Centroamérica y orgullosamente es que sea un salvadoreño el que haga eso.